# Mihovil Logar
Mihovil Logar, slovensko-srbski skladatelj, pedagog in publicist, * 6. oktober 1902, Reka (Hrvaška), † 13. januar 1998, Beograd, Srbija.

## Življenje
Glasbo je študiral v Pragi pri Josefu Suku. Zaradi fašističnega nasilja se je leta 1927 preselil v Beograd. Tam je do leta 1972 deloval kot profesor kompozicije na Glasbeni akademiji.

## Delo
Težišče Logarjevega opusa obsegajo opere.
- Sablazan u dolini Šentflorjanskoj (1937)
- Kir Janja (1940)
- Pokondirena tikva (1956)
- Četrdestprva (1958)
- Paštrovski vitez (1976)

Pisal je tudi simfonično, komorno in baletno glasbo (balet Zlata ribica (1950)). Ukvarjal se je tudi z glasbeno publicistiko.